# 小幡顕高
小幡 顕高（おばた あきたか、生年不明 - 1557年8月24日）は、戦国時代の武将。上野国甘楽郡の国衆。国峯城城主。受領名は播磨守。

## 生涯
小幡氏は関東管領・山内上杉氏配下の国衆であり、顕高は小幡右衛門尉景高の子とみられる。諱の「顕」の字は山内上杉顕定からの偏諱とみられる。小幡氏の本来の所領は額部荘小幡郷であったが、所領が甘楽郡内にて拡大するにつれて新たな本拠地を求め、顕高とその子の憲重の代に要害の地である国峯城に移ったと考えられている。
大永5年（1525年）に主君である山内上杉憲房が死去しその跡を養子の憲寛が継ぐと、山内上杉氏配下の国衆同士で対立が深まり関東享禄の内乱が勃発する。享禄2年（1529年）8月に憲寛が安中顕繁の榎下城を攻めると、顕高は西氏（西牧高田氏か？）と共に憲房の実子でわずか7歳の憲政を擁立して安中氏を支援した（『続本朝通鑑』）。敗れた憲寛は箕輪長野氏を頼り程田（現・高崎市保渡田町）に移り、同4年（1531年）には上野を退去した。その結果、顕高らが擁立した憲政が関東管領職を継ぎ、山内上杉氏当主となった。
『小幡歴代法名記録』によると弘治3年（1557年）8月24日に没したという。これより以前の天文17年（1548年）において嫡子・憲重が武田氏に従属して山内上杉氏から離反する動きを示しており、同21年（1552年）には憲政は後北条氏に上野を追われて越後に逃れている。